# ミールザー・ファトフル・ムルク
ミールザー・ファトフル・ムルク（Mirza Fath-ul Mulk, 1816年 - 1856年7月10日）は、北インド、ムガル帝国の皇帝バハードゥル・シャー2世の三男。グラーム・ファフルッディーン（Ghulam Fakhr ud-din）、ミールザー・ファフルー・サーヒブ（Mirza Fakhru Sahib）とも呼ばれる。

## 生涯
1816年、ムガル帝国の皇帝バハードゥル・シャー2世とその側室ラヒーム・バフシー・バーイーとの間に生まれた。
1849年2月8日、兄ミールザー・ダーラー・バフト皇子が死亡したことにより皇太子位を継承し、1852年1月23日にはイギリス東インド会社にも認められた。
1856年7月10日、コレラに罹患したことが原因で死亡した。